# Maria Crocifissa Cosulich
Madre Maria Crocifissa Cosulich (Fiume, 20 settembre 1852 – Fiume, 29 settembre 1922) è stata una religiosa italiana nata con il nome di Maria Nicolina, fondatrice delle Suore del Sacro Cuore di Gesù, in Croazia conosciuta come Marija Krucifiksa Kozulić.

## Biografia
Nata a Fiume nel 1852 nell'allora Impero d'Austria al numero 19 nell'odierna via XIII Divisione, il padre Giovanni Matteo era un armatore originario di Lussinpiccolo, mentre la madre Caterina Supranich era originaria di Lussingrande nell'isola di Lussino (la famiglia Cosulich nel 1919 fondò la Cosulich Società Triestina di Navigazione). Studiò a Fiume e a Gorizia e divenne maestra d'asilo. Fu insegnante di musica e poliglotta, conoscendo infatti ben cinque lingue.
Nel 1879 entrò nella Pia Unione delle Suore del Sacro Cuore di Gesù a Trieste, fondata dal frate cappuccino Arcangelo da Camerino e rimase per dieci anni nella città giuliana.
Nel 1889 tornò nella sua città natale e diresse la sezione locale della Suore del Sacro Cuore di Gesù e nel 1895 fondò l'Istituto del Sacro Cuore di Gesù per giovani ragazze e l'asilo infantile.
Il 6 luglio 1899 fondò le Suore del Sacro Cuore di Gesù, quindi vestì gli abiti religiosi e fece la professione religiosa prendendo il nome di Crocifissa. Morì a Fiume nel 1922 nell'allora Stato libero di Fiume poco dopo aver compiuto settant'anni. Era sepolta nel cimitero cittadino di Cosala (Kozala), ma nel 2011 il suo corpo venne riesumato e le sue spoglie saranno collocate nella Cappella del Convento della Congregazione a Fiume, nel rione di Pecine.
Il trentesimo giorno dopo la sua morte i cittadini della città di Fiume eressero una targa ricordo presso l'Istituto del Sacro Cuore di Gesù, nella quale fecero incidere le tappe salienti del suo programma di vita.
Nel 2011 una via di Fiume è stata dedicata alla religiosa (Marija Krucifiksa Kozulić Ulica).
Il 20 settembre 2012 è stata apposta una lapide nella sua casa natale.
Il 20 ottobre 2013, a Fiume, si è aperta l'inchiesta diocesana in vista della causa di beatificazione e canonizzazione della religiosa.
Oggi le Suore del Sacro Cuore di Gesù operano in sei diocesi in Croazia e nella Diocesi di Arezzo-Cortona-Sansepolcro in Italia.